# Dasyornis brachypterus
L'uccello di macchia orientale o beccoriccio orientale (Dasyornis brachypterus (Latham , 1801)) è un uccello passeriforme della famiglia dei Dasyornithidae.

## Etimologia
Il nome scientifico della specie, brachypterus, deriva dall'unione delle parole greche βραχυς (brakhys/brakhus, "corto") e πτερον (pteron, "ala"), col significato di "dalle ali corte", in riferimento all'aspetto di questi uccelli.

## Descrizione

### Dimensioni
Misura 18–21 cm di lunghezza, per 35-50 g di peso.

### Aspetto
Si tratta di uccelli dall'aspetto paffuto ed arrotondato, con testa arrotondata che sembra incassata direttamente nel tronco e munita di becco conico e sottile dalla punta superiore lievemente ricurva verso il basso, mentre le ali sono corte ed arrotondate, la coda è piuttosto allungata e presenta estremità arrotondata anch'essa e le zampe sono forti e allungate.
Il piumaggio è dominato dal colore bruno, più caldo e vivido su vertice, dorso, ali, coda, codione e sottocoda e più tendente al grigiastro sul resto della testa e sui lati di collo e petto, nonché sui fianchi: il ventre è anch'esso grigiastro, mentre la gola e la parte centrale inferiore del petto (separate fra loro da una larga ed indefinita banda grigia) sono di colore biancastro.
Il becco è di colore grigio-nerastro, le zampe sono di color carnicino e gli occhi sono di colore bruno scuro.

## Biologia
Gli uccelli di macchia orientali sono animali dalle abitudini diurne, che vivono da soli o in coppie in un territorio ben definito: questi uccelli passano la maggior parte della giornata al suolo alla ricerca di cibo, allontanandosi di corsa o nascondendosi nella vegetazione cespugliosa in caso di pericolo, piuttosto che involarsi.
Il richiamo di questi uccelli è piuttosto alto (udibile fino a 400 m di distanza) e consiste in quattro note, delle quali la prima e l'ultima sono uguali e quelle centrali sono la prima discendente e la seconda ascendente.

### Alimentazione
Si tratta di uccelli onnivori, che si nutrono sia di insetti ed altri piccoli invertebrati che di semi di piante erbacee, nonché, sporadicamente, anche di nettare di banksia.

### Riproduzione
La stagione riproduttiva va da agosto a febbraio: si tratta di uccelli monogami, le cui coppie formano legami che vanno avanti per tutta la vita. Durante la stagione degli amori, gli uccelli di macchia orientali divengono molto territoriali e vocali, facendo sentire spesso il proprio richiamo.
Il nido ha forma globosa e viene costruito dalla femmina, che si serve di fibre vegetali intrecciate fra i rami bassi di un cespuglio, nel folto della vegetazione: al suo interno vengono deposte 2-3 uova, che la femmina cova da sola (imbeccata dal maschio, che frattanto si occupa inoltre di proteggere il territorio e la compagna da eventuali intrusi) per 16-21 giorni, al termine dei quali schiudono pulli ciechi ed implumi.

I nidiacei vengono accuditi ed imbeccati da ambedue i genitori: in tal modo, essidivengono in grado d'involarsi attorno alle tre settimane di vita, pur rimanendo presso il nido ancora per qualche giorno prima di allontanarsene in maniera definitiva.

## Distribuzione e habitat
L'uccello di macchia orientale è endemico dell'Australia, della quale (come intuibile dal nome comune) popolava un tempo la costa orientale dall'area a sud di Fraser Island all'estremo nord-est del Victoria: attualmente, con areale molto frammentato, è possibile osservare questi uccelli in una manciata di siti nell'estremo sud-est del Queensland e nel Nuovo Galles del Sud sud-orientale (area della baia di Jervis e confine col Victoria).
Si tratta di uccelli piuttosto adattabili in termini di habitat, che possono essere osservati in un'ampia gamma di ambienti che vanno dalla boscaglia a sclerofillo alla macchia alle aree incolte a quelle paludose, a patto che sia presente un'adeguata copertura cespugliosa.

## Tassonomia
Se ne riconoscono due sottospecie:
- Dasyornis brachypterus brachypterus (Latham , 1801) - la sottospecie nominale, diffusa nella porzione meridionale dell'areale occupato dalla specie;
- Dasyornis brachypterusmonoides Schodde & Mason, 1991 - diffusa nella porzione settentrionale dell'areale occupato dalla specie;

Alcuni studi recenti hanno mostrato scarsissime differenze a livello genetico fra le due sottospecie, la cui validità è stata pertanto messa in dubbio.